# 玄成哲
玄 成哲（げん しげあき、1985年1月19日 - ）は、日本の元ラグビー選手。

## プロフィール
- 大阪府出身。
- ポジションはロック(LO)。
- 身長 189cm、体重 105kg
- ニックネームは『ゲン』。

## 経歴
大工大高から法政大学へと入学。
高校時代には高校日本代表に選出された。
大学でも大型LOとして活躍、法大の2004年度リーグ優勝に貢献。
大学卒業後はNECグリーンロケッツに入団。
2010年に関東代表としてニュージーランドに遠征。
2013年に退団した。